# Nouriddin El Fahtni
Nouriddin El Fahtni (ook geschreven als Nouredine el Fathni, Noredinne el Fahtni en Nouredine el Fahtni) alias Abu Qaqa (Midar, Marokko, 15 augustus 1982) is een voormalig lid van de Hofstadgroep.

## Biografie
Nouriddin El Fahtni werd geboren in Midar, in het noorden van Marokko en emigreerde met zijn gezin naar Nederland. Hij groeide op in Amsterdam-West en bezocht de Tawheed-moskee met zijn buurtvrienden, die later medeplichtig werden in de terroristische wereld.

## Arrestatie en veroordeling
Op 22 juni 2005 werd hij in Amsterdam gearresteerd. Tijdens zijn arrestatie was hij in het bezit van een Agram 2000 machinepistool. Hij werd verdacht (sic) van verboden wapenbezit en lidmaatschap van een terroristische organisatie (de Hofstadgroep). Tegelijkertijd werd hij met zijn vrouw gearresteerd, te weten Soumaya Sahla.
El Fahtni werd eerder, in juni 2004, in Portugal na een tip van de AIVD aangehouden samen met twee anderen onder wie Mohammed El Morabit, een ander vermeend lid van de Hofstadgroep. Volgens de geheime dienst zouden ze plannen hebben gehad om tijdens het EK een aanslag te plegen.
Op 10 maart 2006 werd hij door de rechtbank tot 5 jaar gevangenisstraf veroordeeld wegens deelneming aan een criminele organisatie en deelneming aan een terroristische organisatie alsmede wegens het overtreden van de Wet wapens en munitie.
Op 23 januari 2008 werd hij in hoger beroep door het gerechtshof vrijgesproken. Dit vonnis werd in cassatie door de Hoge Raad vernietigd. Het hoger beroep werd opnieuw behandeld door het gerechtshof te Amsterdam.
Op 1 december 2006 werd El Fahtni tijdens het zogenoemde Piranhaproces door de rechtbank veroordeeld tot vier jaar celstraf wegens het voorbereiden van een aanslag. In hoger beroep veroordeelde het gerechtshof Nouriddin El Fahtni op 2 oktober 2008 tot acht jaar cel. Na het uitzitten van zijn straf werd hij in juni 2011 als ongewenst vreemdeling uitgezet naar Marokko.
Verdachten: Samir Azzouz · Mohammed Chentouf · Nouriddin El Fahtni · Ahmed Hamdi · Brahim Harhour · Soumaya Sahla